# Erebia grisea
Erebia grisea är en fjärilsart som beskrevs av Curt Eisner 1946. Erebia grisea ingår i släktet Erebia och familjen praktfjärilar. Inga underarter finns listade i Catalogue of Life.